# Chondrodesmus
Chondrodesmus är ett släkte av mångfotingar. Chondrodesmus ingår i familjen Chelodesmidae.

## Dottertaxa tillChondrodesmus, i alfabetisk ordning[1]
- Chondrodesmus acanthurus
- Chondrodesmus acuticollis
- Chondrodesmus albimarginis
- Chondrodesmus alidens
- Chondrodesmus allenae
- Chondrodesmus armatus
- Chondrodesmus atrophus
- Chondrodesmus attemsi
- Chondrodesmus auxus
- Chondrodesmus cairoensis
- Chondrodesmus cerasinopes
- Chondrodesmus cerasinopus
- Chondrodesmus chamberlini
- Chondrodesmus diversus
- Chondrodesmus ensiger
- Chondrodesmus erratus
- Chondrodesmus euliotus
- Chondrodesmus falciphallus
- Chondrodesmus frauenfeldianus
- Chondrodesmus granosus
- Chondrodesmus hoffmanni
- Chondrodesmus mamirauaensis
- Chondrodesmus maranonus
- Chondrodesmus mimus
- Chondrodesmus montanus
- Chondrodesmus murphyi
- Chondrodesmus nannus
- Chondrodesmus orientalis
- Chondrodesmus panamenus
- Chondrodesmus pittieri
- Chondrodesmus profugus
- Chondrodesmus rodriguezi
- Chondrodesmus rugosior
- Chondrodesmus sabachanus
- Chondrodesmus sierricola
- Chondrodesmus singularis
- Chondrodesmus spatulatus
- Chondrodesmus tamocalanus
- Chondrodesmus tuberculifer
- Chondrodesmus virgatus
- Chondrodesmus voglii